# Football Club Legnano 1914-1915
Questa pagina raccoglie le informazioni riguardanti il Football Club Legnano nelle competizioni ufficiali della stagione 1914-1915.

## Stagione

Il campo di via Lodi, terreno di gioco casalingo del Legnano dal 1913 al 1921.

Gli ottimi risultati conseguiti nel precampionato convincono la dirigenza ad iscrivere la squadra al campionato di Promozione Lombarda 1914-1915. Questa iscrizione è possibile anche perché il Legnano si era dotato di un campo cintato e omologato superiore a 90x45 m. Disputa il girone A, dove giunge al sesto e ultimo posto, risultato inferiore alle aspettative anche a causa del ritiro del Legnano dal campionato a tre giornate dalla fine.
La rinuncia del Legnano è causata dalla partenza di tre giocatori per il fronte (era infatti scoppiata la prima guerra mondiale) e dall'infortunio del capitano lilla Oldrini, che si rompe una gamba durante un incontro. A causa del ritiro volontario della squadra, le ultime tre giornate vengono date perse a tavolino.
Questi risultati negativi portano a una profonda crisi societaria; in questa occasione il Legnano va vicino allo scioglimento, che viene evitato grazie alla riorganizzazione dei quadri dirigenziali.

## Divise
| Casa |

## Organigramma societario
Area direttiva
- Presidente: Aldo Visconti
- Presidente onorario: Eugenio Tosi

Area tecnica
- Allenatore: -
- Commissione tecnica: Adamo Bonacina, Gian Guido Piazza, G.M. Riva e Giuseppe Venegoni

## Rosa
| N. |                   | Ruolo | Calciatore      |
| -- | ----------------- | ----- | --------------- |
|    | Italia (bandiera) | P     | Carlo Tajè      |
|    | Italia (bandiera) | D     | Asti            |
|    | Italia (bandiera) | D     | Schiatti        |
|    | Italia (bandiera) | D     | Osvaldo Colombo |
|    | Italia (bandiera) | D     | Primo Colombo   |
|    | Italia (bandiera) | D     | Oldrini         |
|    | Italia (bandiera) | C     | Marelli         |
|    | Italia (bandiera) | C     | E. Fosina       |

| N. |                   | Ruolo | Calciatore     |
| -- | ----------------- | ----- | -------------- |
|    | Italia (bandiera) | C     | Pierino Sodano |
|    | Italia (bandiera) | C     | Ottolini       |
|    | Italia (bandiera) | A     | Covezzi        |
|    | Italia (bandiera) | A     | Visconti       |
|    | Italia (bandiera) | A     | De Franceschi  |
|    | Italia (bandiera) | C     | Crespi         |
|    | Italia (bandiera) | A     | Pariani        |

## Risultati

### Promozione

#### Girone d'andata
| Arbitro: | Crespi (Milano) |

|   |           |   |
| ? | Marcatori | ? |

| Arbitro: | Albini (Milano) |

|   |           |   |
| ? | Marcatori | ? |

| Arbitro: | Tomè (Milano) |

|   |           |  |
| ? | Marcatori |  |

| Arbitro: | Crivelli (Milano) |

|  |           |   |
|  | Marcatori | ? |

| Arbitro: | Grossi (Milano) |

|   |           |   |
| ? | Marcatori | ? |

#### Girone di ritorno
| Arbitro: | Orlandini (Milano) |

|   |           |   |
| ? | Marcatori | ? |

| Arbitro: | Grossi (Milano) |

|   |           |  |
| ? | Marcatori |  |

| 8ª giornata | Legnano           | 0 – 2 A tav. | Libertas Milano | \| Arbitro: \| Livraghi (Milano) \| |
| Arbitro:    | Livraghi (Milano) |              |                 |                                     |

| 9ª giornata | Varese | 2 – 0 A tav. | Legnano |  |

| 10ª giornata | Legnano           | 0 – 2 A tav. | Aurora | \| Arbitro: \| Crivelli (Milano) \| |
| Arbitro:     | Crivelli (Milano) |              |        |                                     |

## Statistiche

### Statistiche di squadra
| Competizione | Punti | Totale | Totale | Totale | Totale | Totale | Totale | DR  |
| Competizione | Punti | G      | V      | N      | P      | Gf     | Gs     | DR  |
| ------------ | ----- | ------ | ------ | ------ | ------ | ------ | ------ | --- |
| Promozione   | 2     | 10     | 0      | 2      | 8      | 8      | 31     | -23 |

### Statistiche dei giocatori
| Giocatore     | Promozione | Promozione |
| Giocatore     | Presenze   | Reti       |
| ------------- | ---------- | ---------- |
| Asti          | ?          | ?          |
| O. Colombo    | ?          | ?          |
| P. Colombo    | ?          | ?          |
| Covezzi       | ?          | ?          |
| Crespi        | ?          | ?          |
| De Franceschi | ?          | ?          |
| E. Fosina     | ?          | ?          |
| Marelli       | ?          | ?          |
| Oldrini       | ?          | ?          |
| Ottolini      | ?          | ?          |
| Pariani       | ?          | ?          |
| Schiatti      | ?          | ?          |
| P. Sodano     | ?          | ?          |
| Tajè          | ?          | ?          |
| Visconti      | ?          | ?          |